# Тунг молуккский
Тунг молуккский, или Лумбанг (лат. Aleurites moluccana), — древесное растение семейства Молочайные, вид рода Тунг, произрастает в странах Юго-Восточной Азии и других тропических областях планеты.

## Биологическое описание
Дерево высотой 15–25 м с широкой кроной. Листья бледно-зелёные простые овальные, с заострённой вершиной, 10–20 см длиной. Плод круглый костянковидный деревянистый, 4–6 см длиной, с несколькими семенами. Семенные ядра маслянистые.

## Использование
Дерево весьма популярно в местах произрастания. В ход идут практически все его части.
Семена лумбанга съедобны. Они также служат сырьём для получения жирного масла.
|                 |
| Семена лумбанга |

Отвар листьев применяют при головной боли и/или гонорее.
Древесина используется при изготовлении планширов каное, а также как субстрат для древесных грибов
Кора используется как средство против кишечных расстройств (диареи, тифа).

## Токсичность
Поскольку орехи лумбанга содержат сапонины и форбол, они токсичны в сыром виде.